# Саманта Рендл
Саманта Рендл (англ. Samantha Randle, 24 листопада 1998) — південноафриканська плавчиня. Учасниця Чемпіонату світу з водних видів спорту 2017, де в попередньому запливі на дистанції 1500 метрів вільним стилем посіла 21-ше місце і не вийшла до фіналу.